# آلفردو زیتاروسا
آلفردو زیتاروسا (به اسپانیایی: Alfredo Zitarrosa) (زاده ۱۰مارس ۱۹۳۶ - درگذشته ۳۱ ژانویه ۱۹۸۹) خواننده، ترانه‌نویس، نویسنده، آهنگساز و روزنامه‌نگاری اروگوئهای یکی از برجسته‌ترین چهره‌های موسیقی عامه‌پسند کشورش و نیز سراسر امریکای لاتین است.